# Liane Hielscher
Liane Hielscher (* 9. November 1935 in Schweidnitz, Schlesien; † 26. Januar 2000 in Bad Aibling; gebürtig Juliane Hielscher) war eine deutsche Schauspielerin.

## Leben
Nach der mittleren Reife absolvierte sie die Handelsoberschule und arbeitete drei Jahre als Dolmetscherin. Bei Joseph Offenbach erhielt sie Schauspielunterricht am Deutschen Schauspielhaus. Ihr erstes Engagement trat sie am Städtebundtheater Hof an.
Von 1962 bis 1964 spielte sie an den Städtischen Bühnen Münster, 1964/65 am theater 53 und am Theater im Zimmer in Hamburg. Es folgten Engagements an der Landesbühne Hannover, 1966/67 am Thalia Theater Hamburg, 1967/68 am Bayerischen Staatsschauspiel in München und von 1968 bis 1970 am Hebbel-Theater in Berlin. Seit 1970 arbeitete sie freischaffend, gastierte an verschiedenen Bühnen und trat in zahlreichen Tournee-Produktionen auf.
Liane Hielscher war ab den 1960er Jahren zunächst hauptsächlich am Theater tätig. In den 1970er und 1980er Jahren trat sie vorwiegend in Fernsehserien auf. Angefangen mit Gestatten, mein Name ist Cox, folgten Die seltsamen Methoden des Franz Josef Wanninger und SOKO 5113 bis zu ihren letzten Auftritten in Derrick (1994) und Solange es die Liebe gibt (1996). Darüber hinaus war Liane Hielscher auch in einigen Filmen in bedeutenden Nebenrollen zu sehen. So in Cardillac (1969) von Edgar Reitz. Eine Hauptrolle spielte sie in Ula Stöckls Neun Leben hat die Katze (1968), 1983 neben Gabriel Barylli in Die Frau ohne Körper und der Projektionist von Niklaus Schilling. 1988 übernahm sie eine Rolle in dem US-amerikanischen Independentfilm Shuttlecock (1988) von Jerry R. Barrish. In der Science-Fiction-Serie Raumschiff Enterprise war sie die Synchronstimme von Majel Barrett.
Liane Hielscher erlag im oberbayerischen Bad Aibling einem Krebsleiden. Ihr Grab befindet sich in Stephanskirchen bei Rosenheim.

## Filme und Fernsehrollen (Auswahl)
- 1965: Gestatten, mein Name ist Cox (Fernsehserie) – Mord unter umgekehrten Vorzeichen
- 1967: Mittsommernacht
- 1967: Großer Mann was nun? (Fernsehserie)
- 1967: Ein Fall für Titus Bunge  – Kalte Ente (Fernsehserie)
- 1967: Dreizehn Briefe (Fernsehserie)
- 1968: Das Kriminalmuseum  – Der Scheck (Fernsehserie)
- 1968: Neun Leben hat die Katze
- 1968: Bis zum Happy-End
- 1970: Die seltsamen Methoden des Franz Josef Wanninger (Fernsehserie, eine Folge)
- 1970: Cardillac
- 1970: Engel, die ihre Flügel verbrennen
- 1971: Das Geld liegt auf der Bank
- 1971: Sie liebten sich einen Sommer
- 1972–1973: Sonderdezernat K1, mehrere Episoden
- 1974: Hamburg Transit – Eine Sekretärin
- 1974: Okay S.I.R. – Einspielungen
- 1975: Derrick – Ein Koffer aus Salzburg
- 1975–1979: PS – Geschichten ums Auto (Fernsehserie)
- 1976: Notarztwagen 7 (Fernsehserie)
- 1977: Derrick – Yellow He
- 1977: MS Franziska (Fernsehserie)
- 1979: Tatort – Schweigegeld
- 1979: Fallstudien (ZDF Fernsehspiel der Gegenwart)
- 1980: Nirgendwo ist Poenichen (Fernsehserie)
- 1980: Die Weber (Fernsehfilm)
- 1981: Polizeiinspektion 1 (Fernsehserie, eine Folge)
- 1981: Ein Fall für zwei (Fernsehserie, Folge 4, Episode: "Todfreunde")
- 1982: Die Krimistunde (Fernsehserie, Folge 3, Episode: "Übertriebene Neugier")
- 1983: Die Supernasen
- 1983: Die Frau ohne Körper und der Projektionist
- 1984: Ein irres Feeling
- 1987: Derrick – Koldaus letzte Reise
- 1987: Derrick – Mordfall Goos
- 1987: Die Krimistunde (Fernsehserie, Folge 29, Episode: "Dienstbotenprobleme")
- 1987: Moselbrück (Fernsehserie)
- 1987: Weiberwirtschaft (Fernsehserie)
- 1988: A.D.A.M.
- 1989: Der Atem
- 1989: Shuttlecock
- 1990: Derrick – Höllensturz
- 1991: Hausmänner
- 1991: Derrick – Störungen in der Lust zu leben
- 1992: Sylter Geschichten (Fernsehserie)
- 1994: Derrick – Gib dem Mörder nicht die Hand
- 1996: Immer Ärger mit Arno (Fernsehserie)
- 1996: Solange es die Liebe gibt (Fernsehserie)
- 1997: Dr. Stefan Frank – Der Arzt, dem die Frauen vertrauen (Fernsehserie)

## Autobiografie
Liane Hielscher schrieb ein Buch über ihr Leben und ihre Krankheit, welches noch kurz vor ihrem Tod erschien: Ein Star wollte ich werden, ich wurde ein Mensch. Leben mit Krebs. Verlag Nymphenburger, 2000, ISBN 3485008400.